# Idriss Ngari
Idriss Ngari, né le 2 avril 1946 et mort le 27 mai 2025, est un homme politique et général de l'armée gabonaise.  
Parent du président Omar Bongo, Idriss Ngari gravit rapidement les échelons de l'armée, pour finalement devenir chef d'état-major des forces armées de 1984 à 1994. Au sein du gouvernement gabonais, il occupe plusieurs postes successivement. Il est ministre de la Défense de 1994 à 1999, ministre des Transports de 1999 à 2002, ministre de l’Intérieur de 2002 à 2004, ministre des Travaux publics de 2004 à 2007, ministre du Tourisme de 2007 à 2009, et enfin, en 2009, il assume le rôle de ministre de la Santé. 
Considéré comme l'une des personnalités les plus puissantes du Gabon sous le règne d'Omar Bongo, Idriss Ngari est membre du Parti démocratique gabonais (PDG)

## Biographie

### Origines et formations
D'ethnie Téké, Idriss Ngari est né le 2 avril 1946 à Ngouoni dans la province du Haut-Ogooué, à l'est du Gabon. 
Omar Bongo, également originaire du Haut-Ogooué, est un oncle maternel de Ngari,. Il rejoint l'armée en 1968 et suit une formation pour devenir officier, étudiant en Côte d'Ivoire à l'école des officiers de Bouaké, ainsi qu'à Montpellier en France.

### Carrière

#### Armée
De retour au Gabon, Idriss Ngari accède rapidement à de très hauts grades : il est aide de camp au cabinet militaire du président Omar Bongo de 1977 à 1978, chef d'état-major des forces terrestres et navales de 1978 à 1983, puis chef d'état-major des armées de 1983 à 1984.
En 1984, il devient chef d’état-major des forces armées et occupe ce poste pendant une décennie. En tant que chef d'état-major, il a ordonné aux commandos de la Garde présidentielle de détruire Radio Liberté, radio d'opposition, le 22 février 1994 ; la destruction de la station de radio a entraîné plusieurs semaines de troubles. Selon lui, la chaîne incitait à la violence et à la haine et devait être fermée pour le bien du pays.
Peu de temps après la destruction de Radio Liberté, le président Bongo le nomme au gouvernement comme ministre de la Défense, de la Sécurité et de l'Immigration en mars 1994. En raison de son statut sensible, Omar Bongo veille constamment à maintenir un contrôle fiable sur le ministère de la Défense. Pendant de nombreuses années, il gère personnellement ce portefeuille, mais à partir de 1981, il le confie à des membres de sa famille. Cette pratique de confier le ministère de la Défense à des proches est une continuité de sa politique depuis plusieurs années. La nomination de Ngari a marqué la continuité de cette pratique.

#### Politique
En tant que ministre de la Défense, de la Sécurité et de l'Immigration, Idriss Ngari supervise une opération en janvier 1995 au cours de laquelle environ 50 000 immigrants illégaux sont expulsés du Gabon, tandis qu'environ 15 000 obtiennent un statut légal et sont autorisés à rester.
Figure puissante du régime du PDG, possédant une grande influence au sein de l'armée et de son propre groupe ethnique Téké,, il est proche du président Bongo et est considéré comme un rival du fils de Bongo, Ali Bongo. Lui et Ali Bongo se disputent la domination politique dans la province du Haut-Ogooué lors des élections législatives de décembre 1996,. Celui-ci a soutenu les candidats qui se sont présentés contre les alliés d'Ali Bongo dans leur quête des nominations du PDG aux sièges parlementaires de la province, mais ses candidats ne sont pas retenus,. Ngari, cependant, est élu à un siège à l'Assemblée nationale.
Après les élections de 1996, il demeure ministre de la Défense, de la Sécurité et de l’Immigration. Le 28 janvier 1997, on lui confie des responsabilités supplémentaires dans le domaine des postes et des télécommunications. Cependant, il est nommé ministre des Transports et de la Marine marchande le 25 janvier 1999 et son rival, Ali Bongo, est nommé pour le remplacer au ministère de la Défense. Le président Bongo aurait été mécontent de la compétition électorale de Ngari avec son fils en 1996. Les rumeurs suggèrent que Ngari est profondément frustré par le remaniement de 1999, au cours duquel il est rétrogradé, longtemps après.
Identifié comme le chef des « loyalistes agressifs » au sein du régime du PDG, Ngari et ses partisans résistent à l'inclusion d'un plus grand nombre de membres de l'opposition dans le gouvernement. Le président Bongo s’efforce généralement de coopter les partis d’opposition en offrant des portefeuilles ministériels à leurs dirigeants. Il est de nouveau élu à l'Assemblée nationale lors des élections parlementaires de décembre 2001  et le 27 janvier 2002, il est nommé ministre de l'Intérieur, de la Sécurité publique et de la Décentralisation.
Il passe deux ans et demi comme ministre de l'Intérieur avant d'être nommé ministre des Travaux publics, de l'Equipement et de la Construction le 5 septembre 2004. Il est promu au rang de ministre d'État, tout en conservant le même portefeuille, le 21 janvier 2006. Lors des élections législatives de décembre 2006, il est de nouveau élu à l'Assemblée nationale en tant que candidat du PDG dans la province du Haut-Ogooué. Il est ensuite nommé ministre du Tourisme et des Parcs nationaux le 29 décembre 2007 et simultanément réduit au rang de ministre ordinaire. Plus tard, dans le gouvernement nommé le 14 janvier 2009, il est nommé ministre de la Santé publique et de l'Hygiène publique.
Si Ngari, associé à l'aile cacique du PDG, n'est pas apprécié par l'aile réformiste ( rénovateurs ) du PDG dirigée par Ali Bongo, il est néanmoins considéré comme un successeur potentiel d'Omar Bongo. Après la mort d'Omar Bongo le 8 juin 2009, il est peut-être considéré comme le challenger potentiel le plus redoutable d'Ali Bongo dans la course à l'investiture présidentielle du PDG, mais il choisit de ne pas solliciter l'investiture  et celle-ci est remportée par Bongo. Il est rapporté que Ngari a brièvement envisagé de s'allier à Pierre Mamboundou, un vieil opposant d'Omar Bongo et du PDG, mais il a néanmoins soutenu la campagne de Bongo.
Au milieu des événements de la mi-2009, il est resté à son poste de ministre de la Santé publique. Lors d'une visite dans les hôpitaux le 5 août 2009, il annonce que le premier cas connu de grippe H1N1 au Gabon a été découvert. Il indique que le patient, un ressortissant français, est mis en quarantaine et appelle à la vigilance pour éviter toute apparition de la maladie.
Bongo a officiellement prévalu lors de l'élection présidentielle du 30 août 2009, battant Mamboundou et un certain nombre d'autres challengers ;  dès son entrée en fonction, il a immédiatement démis Ngari du gouvernement le 17 octobre 2009. Le limogeage de celui-ci s'inscrit dans le cadre d'une refonte majeure de l'administration de l'État, au cours de laquelle de nombreux ministres et fonctionnaires éminents sont remplacés. Ayant perdu son poste au gouvernement, il a ensuite pris son siège à l'Assemblée nationale, représentant Ngouoni.
Lors des élections législatives de décembre 2011, il est réélu à l'Assemblée nationale. Il est ensuite élu deuxième vice-président de l'Assemblée nationale le 27 février 2012.

### Vie personnelle et autres activités
Comme Omar et Ali Bongo, Idriss Ngari est musulman. Il est membre du Conseil supérieur des affaires islamiques du Gabon, un organisme qui œuvre à la coordination des activités islamiques. 

### Mort
Idriss Ngari décède le 27 mai 2025 au Maroc des suites de maladie.